# Stedinger
Als Stedinger (auch Städing, pl. Stedinge) wird die Bevölkerung der Region Stedingen westlich von Bremen bezeichnet. 

## Geschichte
Das Land lag im 11. bis 13. Jahrhundert weitgehend hinter Sümpfen und Wasserzügen. Erste Siedlungen im Marschenhochland können bis in das frühe Mittelalter zurückreichen. Als König Heinrich IV. 1062 das linke Weserufer von der Mündung der Ochtum bis zum Butjadingerland dem Erzbischof von Bremen schenkte, siedelte dieser Rüstringer und Holländer in dem durch Deiche dem Fluss abgerungenen Gebiet an (Hollerkolonisation). Die Kolonisationsurkunden des Erzbischofs für z. B. Oberstedingen von 1142 und 1149 beschreiben die konkrete genossenschaftliche Zugehörigkeit der lokalen Ansiedlungs- und Gerichtsgemeinden und differenziert zwischen älteren und neueren Herrschaftsrechten.
Zunächst galten nur die alten Marschenbewohner als Stedinger, was die Uferbewohner bedeutete. Nicht alle alten Stedinger Siedlungen waren dabei im erzbischöflichen Bereich oder im Besitz von Dompropst und Domkapitel Bremen oder vom Benediktinerkloster St. Paul in Bremen. Als neue Stedinger galten die Kolonisten und ihre Nachkommen, die das Bruchland und die Moormarsch trockenlegten und u. a. in den Bereichen beiderseits der Hunte oder in Moorriem (später Marschvogteien) siedelten. Erst am Ende des 12. Jahrhunderts entwickelte sich im Bewusstsein der Siedler ein Gefühl des Landeszusammenhangs der Stedinger.
Ursprünglich zu Zehnten verpflichtet, wussten sie sich bei der Schwäche mehrerer Erzbischöfe allmählich jeder Zahlung zu entziehen und wahrten ihre Grenzen ebenso energisch gegen die Grafen von Oldenburg, deren Burgen Lichtenberg und Liene sie 1187 zerstörten. Auch Erzbischof Hartwig II., dem der Papst schon gestattete, einen Kreuzzug gegen die Stedinger zu predigen, konnte sie nicht unterwerfen (1207). 
Einer seiner Nachfolger, Gerhard II., verurteilte sie durch die Bremer Fastensynode als Ketzer; die Folge waren Bann und Interdikt und ein neuer Kreuzzug, für dessen Zustandekommen besonders Konrad von Marburg tätig  war (siehe Stedingerkrieg). Kaiser Friedrich II. ließ sich außerdem zur Achtserklärung herbei. 
Es folgte der Stedingerkrieg, den die Bauern verloren. Die Sieger teilten sich daraufhin Stedingen auf. Der größte Teil fiel dem Erzbischof von Bremen und den Grafen von Oldenburg zu; doch überließen diese das Erworbene meist den Besiegten oder neuen Kolonisten wieder zu Meierrecht. Erzbischof Nikolaus von Bremen (1422–1435) sicherte die Stellung der Stedinger durch ein besonderes Landrecht.